# NGC 2202
NGC 2202 је расејано звездано јато у сазвежђу Орион које се налази на NGC листи објеката дубоког неба.
Деклинација објекта је + 5° 59' 48" а ректасцензија 6h 16m 50,7s. Привидна величина (магнитуда) објекта NGC 2202 износи 13,5.